# Horgen (huyện)
Huyện Horgen (tiếng Pháp: District du Horgen, tiếng Đức: Bezirk Horgen) là một huyện hành chính của Thụy Sĩ. Huyện này thuộc bang Bang Zürich. Huyện Horgen có diện tích 104 km², dân số theo thống kê của cục thống kê Thụy Sĩ năm 1999 là 104813 người. Trung tâm của huyện đóng ở Horgen. Mã của huyện là 106.